# Urle (Majdan Zbydniowski)
Urle – część wsi Majdan Zbydniowski w Polsce położona w województwie podkarpackim, w powiecie stalowowolskim, w gminie Zaleszany.
W latach 1975–1998 Urle administracyjnie należało do województwa tarnobrzeskiego.